# Branko Stanković
Branislav „Branko” Stanković (serb. Бpaнкo Cтaнкoвић, ur. 31 października 1921 w Sarajewie, zm. 20 lutego 2002 w Belgradzie) – piłkarz jugosłowiański grający podczas kariery na pozycji obrońcy.

## Kariera klubowa
Branko Stanković piłkarską karierę rozpoczął w klubie Slavija Sarajewo w 1939. W czasie wojny występował w OFK Beograd. W 1946 przeszedł do Crvenej zvezdy, w której występował do końca kariery w 1958. Z Crveną zvezdą czterokrotnie zdobył mistrzostwo Jugosławii w 1951, 1953, 1956, 1957 oraz Puchar Jugosławii w 1948, 1949, 1950 i 1958.
| Sezon   | Klub             | Kraj       | Rozgrywki | Mecze | Bramki |
| ------- | ---------------- | ---------- | --------- | ----- | ------ |
| 1945    | SR Serbii        | Jugosławia | Prva liga | 1     | 0      |
| 1946/47 | FK Crvena zvezda | Jugosławia | Prva liga | 20    | 0      |
| 1947/48 | FK Crvena zvezda | Jugosławia | Prva liga | 10    | 1      |
| 1948/49 | FK Crvena zvezda | Jugosławia | Prva liga | 10    | 1      |
| 1950    | FK Crvena zvezda | Jugosławia | Prva liga | 18    | 3      |
| 1951    | FK Crvena zvezda | Jugosławia | Prva liga | 13    | 1      |
| 1952    | FK Crvena zvezda | Jugosławia | Prva liga | 15    | 0      |
| 1952/53 | FK Crvena zvezda | Jugosławia | Prva liga | 21    | 1      |
| 1953/54 | FK Crvena zvezda | Jugosławia | Prva liga | 24    | 4      |
| 1954/55 | FK Crvena zvezda | Jugosławia | Prva liga | 21    | 1      |
| 1955/56 | FK Crvena zvezda | Jugosławia | Prva liga | 20    | 1      |
| 1956/57 | FK Crvena zvezda | Jugosławia | Prva liga | 18    | 0      |
| 1957/58 | FK Crvena zvezda | Jugosławia | Prva liga | 5     | 0      |

## Kariera reprezentacyjna
W reprezentacji Jugosławii Stanković zadebiutował 9 maja 1946 w wygranym 2-0 towarzyskim meczu z Czechosłowacją. W 1948 roku zdobył srebrny medal olimpijski na Igrzyskach w Londynie. Na turnieju w Anglii wystąpił we wszystkich czterech meczach z Luksemburgiem (bramka w 57 min.), Turcją, Wielką Brytanią i finale ze Szwecją. W 1950 uczestniczył w mistrzostwach świata. Na turnieju w finałowym w Brazylii wystąpił we wszystkich trzech meczach: Szwajcarią, Meksykiem i gospodarzami imprezy. W 1952 roku zdobył swój drugi srebrny medal olimpijski na igrzyskach w Helsinkach. Na turnieju w Finlandii wystąpił we wszystkich sześciu meczach z Indiami, dwukrotnie z ZSRR, Danią, Niemcami i finale z Węgrami. W 1954 po raz drugi uczestniczył w mistrzostwach świata. Na turnieju w finałowym w Szwajcarii wystąpił we wszystkich trzech meczach: Francją, Brazylią i RFN.
Ostatni raz w reprezentacji wystąpił 28 listopada 1956 w przegranym 0-3 towarzyskim meczu z Anglią. Ogółem w barwach plavich wystąpił w 61 meczach, w których zdobył 3 bramki.

## Kariera trenerska
Po zakończeniu kariery piłkarskiej Stanković został trenerem. Karierę trenerską rozpoczął w Željezničarze Sarajewo w 1960. W latach 1964–1967 trenował Vojvodinę Nowy Sad, z którą zdobył mistrzostwo Jugosławii w 1966. W 1966 krótko był współselekcjonerem reprezentacji Jugosławii. W latach 1968–1974 Stanković pracował w Grecji w AEK Ateny i Arisie Saloniki. Z AEK zdobył mistrzostwo Grecji w 1971. W drugiej połowie krótko prowadził FC Porto, PAOK FC i ponownie Vojvodinę. W latach 1978–1981 trenował swój były klub Crvene zvezde. Z Czerwoną gwiazdą dwukrotnie zdobył mistrzostwo w 1980 i 1981. W latach 1982–1987 Stanković pracował w Turcji. Dwukrotnie prowadził Fenerbahçe SK i Beşiktaş JK. W tym okresie dwukrotnie zdobył mistrzostwo Turcji w 1983 (Fenerbahçe) i 1986 (Beşiktaş) oraz Puchar Turcji w 1983. W latach 1988–1989 ponownie trenował Crveną zvezdę. Z karierą trenerską pożegnał się w Karşıyace Izmir w 1989.